# Borden Classic ottobre 1979
Il Borden Classic dell'ottobre 1979 è stato un torneo di tennis. È stata la 7ª edizione del torneo, che fa parte dei Tornei di tennis femminili indipendenti nel 1979. Si è giocato a Kyoto in Giappone dal 15 al 21 ottobre 1979.

## Vincitori

### Singolare
Betsy Nagelsen ha battuto in finale  Naoko Satō con il punteggio di 6–3 6–4

### Doppio
Yu Li Chiao /  Chen Chuan hanno battuto in finale  Sue Saliba /  Mary Sawyer con il punteggio di 7–6, 3–6, 7–5